# Giannina Russ
Giannina Russ (ur. 27 marca 1873 w Lodi, zm. 28 lutego 1951 w Mediolanie) – włoska śpiewaczka operowa, sopran.
Studiowała w mediolańskim Konserwatorium Muzycznym w klasie śpiewu i fortepianu. Debiutowała jako Mimi w Cyganerii Giacomo Pucciniego w Bolonii w 1903, dwa lata później śpiewała partię Aidy w La Scali, a w 1908 grała Normę Vincenzo Belliniego we Florencji.
Debiut poza granicami Włoch miał miejsce już w 1904 w londyńskiej Royal Opera House i w Monte Carlo Opera. W 1907 Giannina Russ występowała z Teatro Colón w Buenos Aires i w nowojorskiej Manhattan Opera. Występowała w wielu różnych rolach, począwszy od bel canto po weryzm, występowała jako: 
- Semiramida z opery Semiramida Gioacchino Rossiniego,
- Giulia z opery Westalka Gaspare Sponitiniego,
- Amaltea z opery Mojżesz w Egipcie Gioacchino Rossiniego,
- Paolina z opery Poliuto Gaetano Donizettiego,
- Abigail z opery Nabucco Giuseppe Verdiego,
- Elvira z opery Ernani Giuseppe Verdiego,
- Leonora z opery Trubadur Giuseppe Verdiego,
- Amelia z opery Bal maskowy Giuseppe Verdiego,
- Wally z opery La Wally Alfredo Catalaniego,
- Gioconda z opery Gioconda Amilcare Ponchiellego,
- Santuzza z opery Rycerskość wieśniacza Pietro Mascagniego

Po przejściu na emeryturę oddała się pracy pedagogicznej, do jej uczennic należały m.in. Margherita Grandi i Clara Petrella.